# Myrrhis longifolia
Myrrhis longifolia är en flockblommig växtart som beskrevs av Spreng. och Dc. Myrrhis longifolia ingår i släktet spanskkörvlar, och familjen flockblommiga växter. Inga underarter finns listade i Catalogue of Life.